# 27e régiment d'infanterie territoriale
Le 27e régiment d'infanterie territorial est un régiment d'infanterie de l'armée de terre française qui a participé à la Première Guerre mondiale.

## Création et différentes dénominations
Le régiment reçoit son numéro par décret du 19 mars 1875, en prévision de la mobilisation.

## Chefs de corps
- 12 août 1914 : Lieutenant-colonel Bernard (il est nommé le 22 août commandant d'armes de Valenciennes)
- 24 août 1914 : Chef de bataillon Benet de Montcarville (passe au 25e régiment d'infanterie territoriale)
- 20 septembre 1914 : Chef de bataillon Lespagnol, venant de l'infanterie coloniale

## Historique des garnisons, combats et batailles

### Première Guerre mondiale

#### Affectations
- 84e Division d'Infanterie Territoriale d'août 1914 à juillet 1915
- 34e Division d'Infanterie d'août à novembre 1918

#### 1914
Le 27e régiment d'infanterie territoriale est formé, le 4 août, avec les territoriaux de la subdivision de Mamers dans le département de la Sarthe. Il comprend outre l'état-major du régiment, 3 bataillons (12 compagnies) et 2 sections de mitrailleuses.
Le régiment arrive, par train, le 13 août à Massy-Palaiseau d’où il est dirigé, à pied, sur Choisy-le-Roi et affecté à la 168e brigade de la 84e Division d'Infanterie Territoriale.
Le 14 août, il quitte ses cantonnements de Choisy-le-Roi et passant par Vitry et Ivry-sur-Seine il embarque à la gare du Chevaleret et arrive à la gare de Douai le 18 août, qu'il quitte immédiatement pour Raches et Roost-Warendin. 
Le 20 août, le régiment quitte ses cantonnements et est fractionné en 2 parties :
1. le 2e bataillon est envoyé sur Valenciennes en passant par Marchiennes, Raismes et la forêt de Vicoigne
2. les 1er et 3e bataillons et l'état-major sont envoyés prendre position à Thun-l'Évêque, à Thun-Saint-Martin, à Paillencourt et à Estrun, en passant par Doignies, Douai, Cantin, Bugnicourt, Aubigny-au-Bac, Féchain et Wasnes-au-Bac.

Le 21 août, les bataillons se mettent en état de défense et construisent des retranchements.
Le 22 août, le 3e bataillon et l'état-major partent pour Valenciennes en passant par Hordain, Bouchain, Lourches, Rouvignies et La Sentinelle.
1er bataillon
Du 22 au 25 août (combat du Pavé d'Hordain et combat d'Iwuy), le 1er bataillon et les sections de mitrailleuses alors en défense à Avesnes-le-Sec et Villers-en-Cauchies, combattent au « Pavé d'Hordain » afin d'arrêter le mouvement en avant de l'armée allemande. Le 1er peloton et une section de mitrailleuses sont décimés. Le reste du bataillon est contraint de se replier sur Iwuy. Ils sont attaqués par des automitrailleuses et de l'artillerie, les débris du 1er bataillon parviennent à rejoindre Cambrai, d’où il reçoit l'ordre d'aller occuper Tilloy et les avant-poste derrière le canal de l'Escaut, puis de se mettre en défense.

Le 26 août au matin, les Allemands attaquent à partir d'Escaudœuvres et la route de Solesmes et franchissant le canal se portent sur la route d'Arras où il est attaqué violemment, entre Sailly et Raillencourt, par des batteries allemandes établies sur la route de Lille. 

Le 27 août à 4h30 du matin, après avoir défendu les faubourgs de Cambrai jusque Sainte-Olle, ce qui reste du bataillon, 125 hommes, fait retraite vers Arras, en passant par Bourlon, Moeuvres, Quéant, Riencourt, Hendecourt-lès-Cagnicourt et Vis-en-Artois où il reçoit l'ordre de se replier sur Arras pour y être embarqué. Devant l'impossibilité d'être embarqué, le bataillon se dirige sur Beaumetz-lès-Loges et cantonne dans la soirée à La Herlière.
Le 28 août, le 1er bataillon est dirigé sur Doullens, Hem, Gézaincourt, Fienvillers, Candas, Canaples, Vignacourt et arrive à Picquigny à 23 heures.

Le 29 août à 6h30, il quitte Picquigny et se dirige par Ailly vers Amiens qu'il atteint à 11 heures au faubourg de Montières.

Le 30 août en fin d'après-midi, le bataillon quitte Montières par Saveuse pour Saulchoy-sous-Poix et cantonne à Thieulloy-la-Ville à 23 heures.

Le 30 août à 6h30, il quitte Thieulloy-la-Ville et passant par Meigneux, Fourcigny, Escles et Gourchelles, il bivouaque à Saint-Valery et est placé aux avant-postes.
Les 1er et 2 septembre, il quitte Saint-Valery par Haudricourt, Ronchois il prend un cantonnement d'alerte à Conteville.

Le 3 septembre, par Saint-Saire il cantonne à Mauray.

Le 4 septembre, par Osmonville il cantonne à La Rue-Saint-Pierre en soutien d'artillerie.

Le 5 septembre, par Morgny il prend son cantonnement à Saint-Jacques-sur-Darnétal.
Le 6 septembre à 5h45, il passe par Épinay, Franquevillette et arrive à La Neuville-Chant-d'Oisel où il séjourne jusqu'au 10 septembre.
Le 10 septembre, il reçoit un détachement de 749 hommes.
2e bataillon
Le 22 août, le bataillon quitte Valenciennes et par Anzin, Bruay et Escautpont, 
- la 5e compagnie met en état de défense le village d'Hergnies
- la 6e compagnie avance jusqu'à Condé-sur-l'Escaut, installe ses avant-postes au bois de l'Ermitage et, lors d'une reconnaissance, elle fait prisonnier 8 uhlans.
- la 7e compagnie s'établit à Vieux-Condé où elle met en état de défense le village.
- la 8e compagnie s'installe à Château-l'Abbaye

Le 23 août, l'ensemble des compagnies organise ses défenses et creuse les tranchées.

Le 24 août, après s'être rassemblé à Saint-Amand-les-Eaux, le bataillon quitte la région de Condé-sur-l'Escaut et passant par Raismes, il arrive à Valenciennes à 3 heures du matin.

Le 25 août, le 2e bataillon quitte Valenciennes vers Aulnoy, Famars où il est attaqué par l'artillerie allemande. Il se replie alors vers Haspres puis sur Verchain à l'exception de la 8e compagnie.
À Verchain, nouvelle attaque de l'artillerie puis poursuite de la colonne par un détachement de cyclistes. Le bataillon subit de nombreuses pertes. La 5e compagnie est attaquée à Vendegies et perd 130 hommes. Une partie parvient à s'enfuir jusque Orsinval où après s'être dirigé vers Maubeuge, parvient à gagner Dunkerque, en civil, après 10 jours de marche. 83 hommes de la 5e compagnie parviennent à aller de Solesmes au Cateau d'où ils sont embarqués pour Amiens.

La 8e compagnie, qui n'avait pas suivi le bataillon à Verchain, reste à Haspres où elle est violemment attaquée par l'infanterie, l'artillerie et les automitrailleuses. Après la bataille, ce qui reste de la 8e compagnie se dirige sur Solesmes et Le Cateau.
Le 26 août, dans la nuit, une partie des 5e et 6e bataillons sont embarqués pour Amiens, où ils restent en garnison jusqu'au 30 août. Les 7e et 8e compagnies sont embarquées, dans la matinée, également pour Amiens. Puis elles sont redirigées sur Arras, d’où elles sont refoulées à nouveau sur Amiens d'où elles sont envoyées finalement à Rouen, d’où elles reprennent la route en direction de Mamers où elles arrivent le lendemain matin et y séjournent jusqu'au 30 août.
3e bataillon
Le 22 août à 1 heure du matin, le 3e bataillon, avec l'état-major du régiment et la compagnie hors rang, quitte Estrun et se dirige sur Hordain, Bouchain, Lourches, Rouvignies, La Sentinelle et arrive à Valenciennes et est dirigé immédiatement sur :
- Saint-Saulve pour la 9e compagnie
- Curgies pour la 10e compagnie
- Estreux pour la 11e compagnie
- Onnaing pour la 12e compagnie

Le 23 août, les compagnies mettent en état de défense les villages.
L'armée anglaise qui occupait Saint-Aybert, Crespin, Quiévrain et Quiévrechain s'étant repliée au Sud la route de Mons les avant-gardes allemandes brûlent la gare de Blanc-Misseron, et occupent Crespin et Quiévrain.

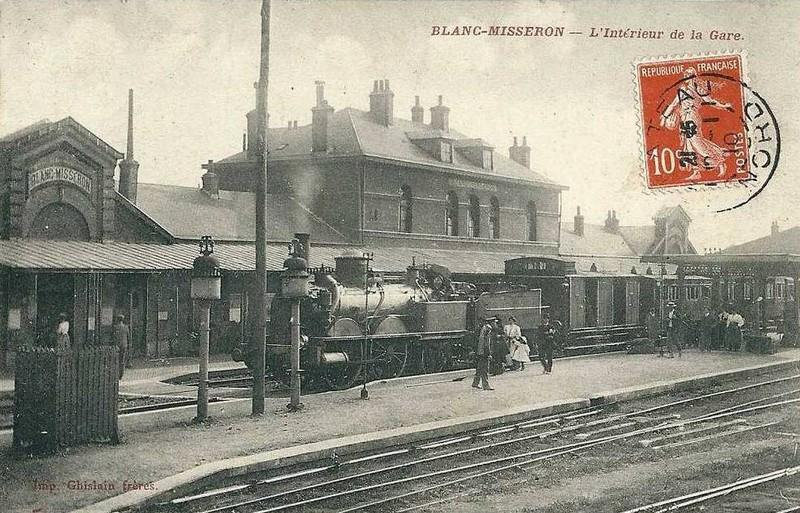
Ancienne gare de Blanc-Misseron

Le 24 août, les compagnies aidées des travailleurs du dépôt du 127e régiment d'infanterie continuent l'exécution des tranchées :
- la 9e compagnie garde la voie ferrée à Blanc-Misseron et essuie des tirs de l'infanterie allemande lors d'une reconnaissance sur Bruay,
- la 10e compagnie, avec 300 travailleurs du dépôt du 127e régiment d'infanterie, exécute des tranchées vers Jenlain,
- la 11e compagnie, met Estreux en état de défense en construisant des tranchées au Nord-Est du village
- la 12e compagnie, garde la route de Mons et le passage à niveau de Vicq

Le 25 août, l'ensemble du bataillon, rallié à Saint-Saulve, se replie sur  Marly, Aulnoy et Famars ou il est attaqué par un feu violent d'artillerie. Il continue ensuite son replie par Maing, Monchaux, Sommaing, Vendegies et Saint-Martin ou il est de nouveau assailli par l'artillerie ennemie, puis une nouvelle fois à Saint-Hilaire où il perd l'ensemble de ses officiers et 210 hommes. Le reste du bataillon se replie sur Capelle, Vertain, Solesmes et Le Cateau où il est embarqué pour Amiens.

Le 26 août, le bataillon est dirigé sur Rouen puis sur Mamers où il arrive le 27 août et y séjourne jusqu'au 30 août, date à laquelle il est envoyé à Nogent-le-Rotrou jusqu'au 6 septembre.
Le 11 septembre, le 27e régiment d'infanterie territoriale réuni à La Neuville-Chant-d'Oisel, mais réduit à 2 bataillons, quitte le campement et se rend par Radepont et Grainville à Villerest et Écouis.

Le 12 septembre, par Mesnil-Verclives et Puchay il cantonne à Mainneville.

Le 13 septembre, par Amécourt, Talmontiers, Lalande-en-Son, Le Coudray-Saint-Germer et Saint-Aubin-en-Bray, il s'arrête à Hodenc-en-Bray (1er bataillon) et Lachapelle-aux-Pots (2e bataillon).

Les 14, 15, 16, 17 et 18 septembre, remontant vers le Nord, dans le cadre de la Course à la mer, le bataillon fait étape à Bonnières, Milly-sur-Thérain, Sauqueuse-Saint-Lucien, Guehengnies, Juvignies, Auchy, Francastel, Le Crocq, Blancfossé, Bonneuil-les-Eaux, L'Hortoy, Epagny, Flers-sur-Noye, Oresmaux, Grattepanche, Sains-en-Amiénois, Saint-Fuscien, Longueau, Glisy et arrive à Amiens où il cantonne jusqu'au 22 septembre, tout en étant chargé de la garde de la Gare et des divers ponts et autres points stratégiques de la ville.

Le 22 septembre, il est formé à la citadelle un dépôt d'éclopés et d'isolés ainsi que la constitution d'un 3e bataillon.

Le 23 et 24 septembre, le 2e bataillon et l'état-major du régiment quittent Amiens et en passant par Allonville, Montigny-sur-l'Hallue, Béhencourt, Lahoussoye, Franvillers, Baizieux, Warloy-Baillon, Hédauville.

Le 25 septembre, la lutte s'étendant sur le front Nesles, Chaulnes, Lihons, ordre est donné aux groupes des divisions territoriales de monter à l'ennemi en se portant sur la ligne Bapaume-Arras. Le bataillon passant par Bertrancourt, Courcelles-au-Bois, Sailly-au-Bois, Hébuterne, Bucquoy, Ablainzevelle est placé en réserve à Beaulencourt, Villers-au-Flos et sur la « cote 128 » où il organise la défense par des tranchées. 

Le 26 septembre, durant le combat de Miraumont (Ferme de Beauregard) puis le combat de Villers-au-Flos, un feu violent d'artillerie balaie les positions toute la journée. Le bataillon reçoit l'ordre de la 84e Division d'Infanterie Territoriale de se rassembler à Hébuterne en passant par Puisieux côté le moins dangereux.

Le 27, 28 septembre, la 168e brigade reçoit l'ordre de se replier derrière l'Ancre par Bapaume, Grévillers, Irles et Miraumont où elle se met en défense. Un 3e bataillon constitué à Amiens rejoint le 2e bataillon sur les positions défensives

Le 29 septembre, la brigade et les 2 bataillons se portent par Foncquevillers, Hannescamps et Ransart et Wailly-lès-Arras et mis à disposition du général Conneau, qui les envoie à Agny et Beaurains où ils s'installent en cantonnement d'alerte.
Le 29 septembre, la brigade est chargée d'occuper les positions à Mercatel, Boisleux-au-Mont, Boisleux-Saint-Marc, Boiry-Becquerelle et Henin-sur-Cojeul et d'organiser ses moyens de défenses de façon à pouvoir résister à toutes attaques. 
Le 2 octobre, la brigade quitte ses positions et est chargée d'organiser les défenses sur la route de Cambrai entre Arras et Tilloy-lès-Mofflaines. Les 2 bataillons du 27 RIT prennent alors la direction de Beauraing et Tilloy-lès-Mofflaines puis un ordre, lui demandant d'établir une ligne de défense entre le canal de la Scarpe, au pont de chemin de fer, la Maison-Blanche et Roclincourt

## Drapeau
Il porte, cousues en lettres d'or dans ses plis, les inscriptions suivantes :
- Somme 1916